# Myriospora
Myriospora is een geslacht van korstmossen dat behoort tot de familie Acarosporaceae. De  typesoort is Myriospora heppii.

## Soorten
Volgens Index Fungorum telt het geslacht 15 soorten (peildatum februari 2021):
| Soortnaam                                  | Auteur(s)                                | Publicatiejaar |
| ------------------------------------------ | ---------------------------------------- | -------------- |
| Myriospora benedarensis                    | (M. Knowles) Cl. Roux                    | 2019           |
| Myriospora dilatata                        | (M. Westb. & Wedin) K. Knudsen & Arcadia | 2012           |
| Myriospora elegans                         | Hepp                                     | 1860           |
| Myriospora fulvoviridula                   | (Harm.) Cl. Roux                         | 2014           |
| Myriospora glebosa                         | (Flot.) Hepp                             | 1860           |
| Myriospora hassei                          | (Herre) K. Knudsen & Arcadia             | 2012           |
| Myriospora heppii (Klein steenschubje)     | (Arnold) Hue                             | 1909           |
| Myriospora morio                           | (Duby) Hepp                              | 1860           |
| Myriospora myochroa                        | (M. Westb.) K. Knudsen & Arcadia         | 2012           |
| Myriospora rhagadiza                       | (Nyl.) K. Knudsen & Arcadia              | 2012           |
| Myriospora scabrida                        | (Hedl. ex H. Magn.) K. Knudsen & Arcadia | 2012           |
| Myriospora signyensis                      | Purvis, Fern.-Brime, M. Westb. & Wedin   | 2018           |
| Myriospora smaragdula (Dijkensteenschubje) | (Wahlenb.) Nägeli ex Uloth               | 1861           |
| Myriospora tangerina                       | (M. Westb. & Wedin) K. Knudsen & Arcadia | 2012           |
| Myriospora westbergii                      | K. Knudsen & Bungartz                    | 2014           |